# Yosa Buson

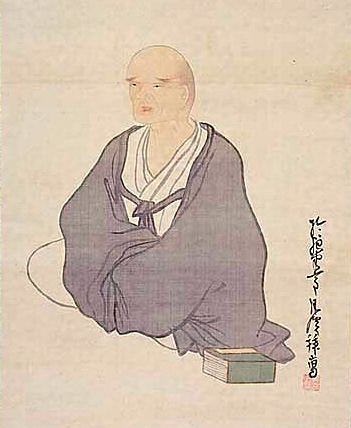
Retrato de Yosa Buson por Matsumura Goshun.

Taniguchi Buson (谷口 蕪村?), más conocido como Yosa Buson (与謝蕪村?) (1716-17 de enero de 1784), nacido cerca de Osaka (Japón), fue uno de los grandes maestros del Haiku en el siglo XVIII y un distinguido pintor bunjinga japonés.

## Biografía
Cuando tenía alrededor de 20 años, Buson se trasladó a Edo, donde se dedicó al estudio de la poesía japonesa bajo la tutela del maestro Hayano Haijin. A la muerte de éste, Buson marcha a vivir a la provincia de Shimōsa (actualmente, Ibaraki). Siguiendo la estela dejada por Matsuo Bashō, Buson decide viajar por las zonas salvajes del norte de Honshū, donde se encuentran los paisajes que inspiraron el famoso diario de viaje de Bashō Oku no Hosomichi (El estrecho camino hacia el interior). Consecuencia de este viaje fueron sus primeras publicaciones, para las que el poeta utiliza el nombre de Buson.
A la edad de 42 años, Buson se asienta en la ciudad de Kioto. Por esta época comienza a utilizar el nombre de Yosa, que toma del lugar de nacimiento de su madre. Allí contrae matrimonio a los 45 años y tiene una hija, Kuno. Buson permanece desde entonces en la ciudad de Kioto, escribiendo poesía y dando clases sobre lírica japonesa. En 1776 funda la escuela Sankasha, un grupo de poetas independientes unidos por el interés de revitalizar viejos temas de la tradición japonesa y china. Entre sus miembros detacaban Tan Taigi (炭太祇 (たんたいぎ) y Kuroyanagi Shōha. En 1770 adopta el seudónimo (haikai) de Yahantei, que utilizara previamente su maestro Hayano Hajin.
Buson falleció el 17 de enero de 1784, a los 68 años, y fue enterrado en Konpuku-ji, Kioto.